# C12H8N2O2
化学式C12H8N2O2（摩尔质量：212.2 g/mol）可能指：
- 2-氰基-3-(4-氰基苯基)丙烯酸甲酯，混合CAS号：348153-51-5 ，E异构体CAS号：102070-03-1
- 4-(2,2-二氰基乙烯基)苯甲酸甲酯，CAS号：3129-16-6

|  | 这个同类索引页列出了具有相同分子式的化学物（即同分異構體）条目。 除非您是有意链接至本页，否则应将相应条目的内部链接指向正确的条目。 |